# Орлець (Црес)
44°53′ пн. ш. 14°25′ сх. д. / 44.88° пн. ш. 14.42° сх. д.
Орлець (хорв. Orlec) — населений пункт у Хорватії, у Приморсько-Горанській жупанії у складі міста Црес.

## Населення
Населення за даними перепису 2011 року становило 92 осіб.
Динаміка чисельності населення поселення:

## Клімат
Середня річна температура становить 13,85 °C, середня максимальна — 26,30 °C, а середня мінімальна — 1,90 °C. Середня річна кількість опадів — 1070 мм.
| Клімат поселення                              | Клімат поселення | Клімат поселення | Клімат поселення | Клімат поселення | Клімат поселення | Клімат поселення | Клімат поселення | Клімат поселення | Клімат поселення | Клімат поселення | Клімат поселення | Клімат поселення | Клімат поселення |
| Показник                                      | Січ.             | Лют.             | Бер.             | Квіт.            | Трав.            | Черв.            | Лип.             | Серп.            | Вер.             | Жовт.            | Лист.            | Груд.            |                  |
| Середній максимум, °C                         | 9,49             | 9,62             | 12,67            | 15,67            | 20,40            | 24,31            | 26,15            | 26,30            | 22,10            | 17,52            | 12,62            | 9,90             |                  |
| Середня температура, °C                       | 5,70             | 5,83             | 8,87             | 11,89            | 16,60            | 20,52            | 23,21            | 23,35            | 19,15            | 14,56            | 9,67             | 6,94             |                  |
| Середній мінімум, °C                          | 1,90             | 2,03             | 5,07             | 8,10             | 12,80            | 16,72            | 20,24            | 20,40            | 16,18            | 11,61            | 6,70             | 3,97             |                  |
| Норма опадів, мм                              | 90               | 74               | 74               | 76               | 69               | 77               | 44               | 69               | 111              | 137              | 139              | 110              |                  |
| Середньомісячна швидкість вітру, м/с          | 3.08             | 3.27             | 3.30             | 3.10             | 2.79             | 2.63             | 2.60             | 2.61             | 2.78             | 3.06             | 3.43             | 3.36             |                  |
| Середньомісячна сонячна радіація, кДж/м²·день | 4596             | 7414             | 10837            | 15473            | 19980            | 21586            | 23095            | 19906            | 14615            | 9325             | 5026             | 3899             |                  |
| --------------------------------------------- | ---------------- | ---------------- | ---------------- | ---------------- | ---------------- | ---------------- | ---------------- | ---------------- | ---------------- | ---------------- | ---------------- | ---------------- | ---------------- |
| Джерело:                                      |                  |                  |                  |                  |                  |                  |                  |                  |                  |                  |                  |                  |                  |